# Sinners Like Me
Sinners Like Me è il primo album in studio del cantautore di musica country statunitense Eric Church, pubblicato nel 2006.

## Tracce
1. Before She Does – 3:19
2. Sinners Like Me – 3:52
3. How 'Bout You – 3:49
4. These Boots – 3:48
5. What I Almost Was – 3:21
6. The Hard Way – 3:32
7. Guys Like Me – 3:11
8. Lightning – 5:14
9. Can't Take It with You – 4:24
10. Pledge Allegiance to the Hag (featuring Merle Haggard) – 4:25
11. Two Pink Lines – 3:27
12. Livin' Part of Life – 4:29